# Takeda Dai
Dai Takeda (sinh ngày 24 tháng 10 năm 1989) là một cầu thủ bóng đá người Nhật Bản.

## Sự nghiệp câu lạc bộ
Dai Takeda đã từng chơi cho Giravanz Kitakyushu và Kagoshima United FC.